# KMines
A KMines egy aknakereső játék KDE-re, eredetileg Nicolas Hadacek készítette 1996-ban GPL alatt. Ez része a Kdegames csomagnak.
A KMines három különböző méretet használ a különböző szinteknek megfelelően: a könnyű (8x8), a normál (16x16), és a haladó (16x30). Van egy szabadon választott méret is , amely 5x5-től egészen az 50x50-es mértig terjed. Lehetőség van csak a billentyűzetről játszani a játékot. A színek, egér gombok és cím méretek konfigurálhatók. Néhány beszédes módot is beépítettek, ezek a megoldó, tanácsadó és a "varázslatos" módok (csak nem triviális esetekben használható). A világon a legjobb pontszám eredmények elérhetők a hivatalos weboldalon.

## Fordítás
- Ez a szócikk részben vagy egészben  a   KMines című angol Wikipédia-szócikk ezen változatának fordításán alapul.  Az eredeti cikk szerkesztőit annak laptörténete sorolja fel. Ez a jelzés csupán a megfogalmazás eredetét és a szerzői jogokat jelzi, nem szolgál a cikkben szereplő információk forrásmegjelöléseként.